# Hymenophyllum emarginatum
Hymenophyllum emarginatum är en hinnbräkenväxtart som beskrevs av Olof Peter Swartz. Hymenophyllum emarginatum ingår i släktet Hymenophyllum och familjen Hymenophyllaceae. Inga underarter finns listade.